# Malta National Aquarium
Malta National Aquarium, česky Maltské národní akvárium, je oceanárium a veřejné akvárium v městečku Qawra (Il-Qawra) ve městě St. Paul's Bay (San Pawl il-Baħar) v Severním regionu na ostrově Malta na Maltě.

## Další informace
Malta National Aquarium představuje ve velkých nádržích život ve vodách okolo Malty, tropických moří, světových oceánů. Populární jsou podvodní tunely, které ze všech stran obklopuje voda a které nabízejí zhlédnutí mořských organismů od nejmenších až po žraloky. Akvárium je otevřeno každý den a vstup je zpoplatněn. Střecha budovy připomíná tvarem mořskou hvězdici.

## Galerie

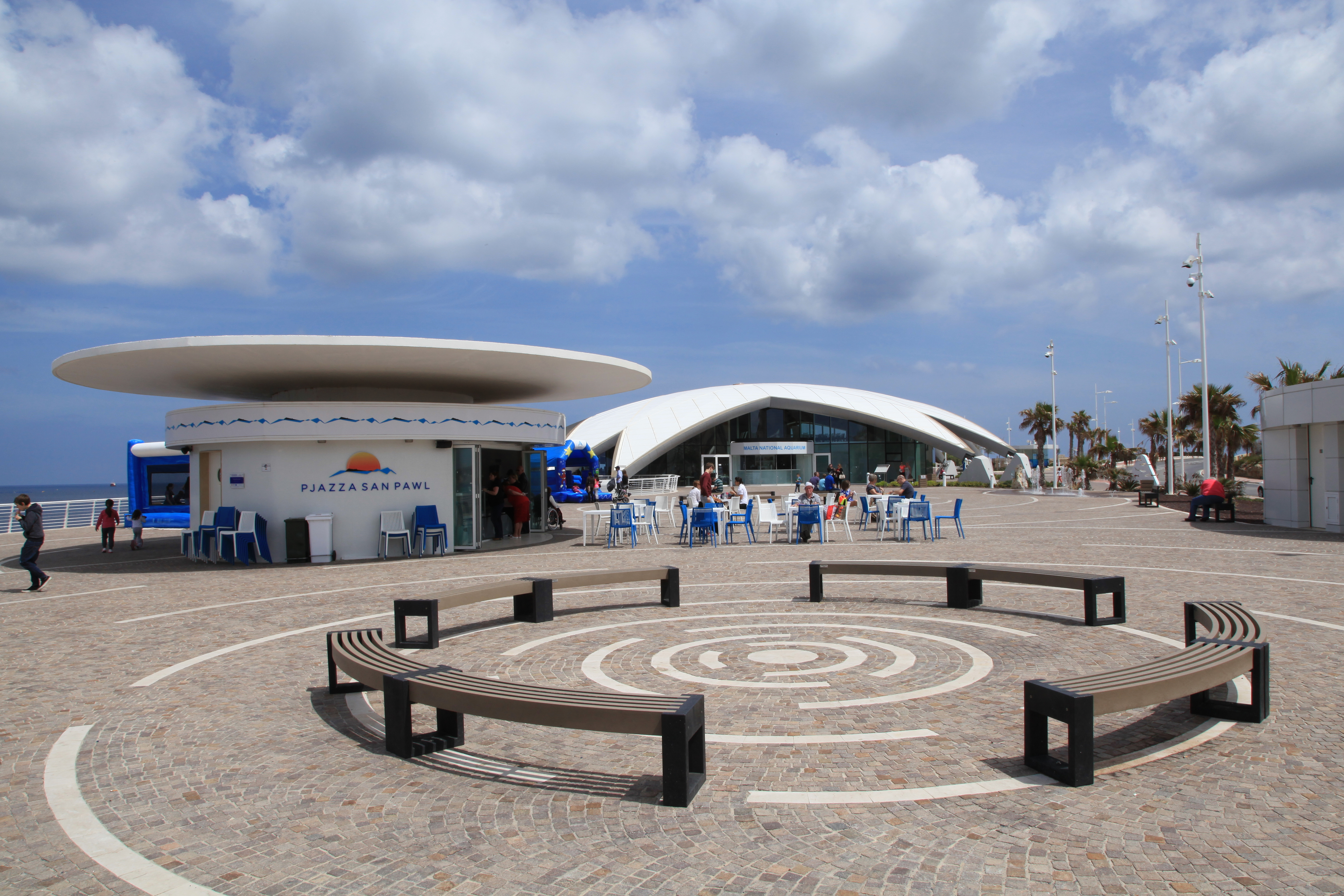
Náměstí před akváriem
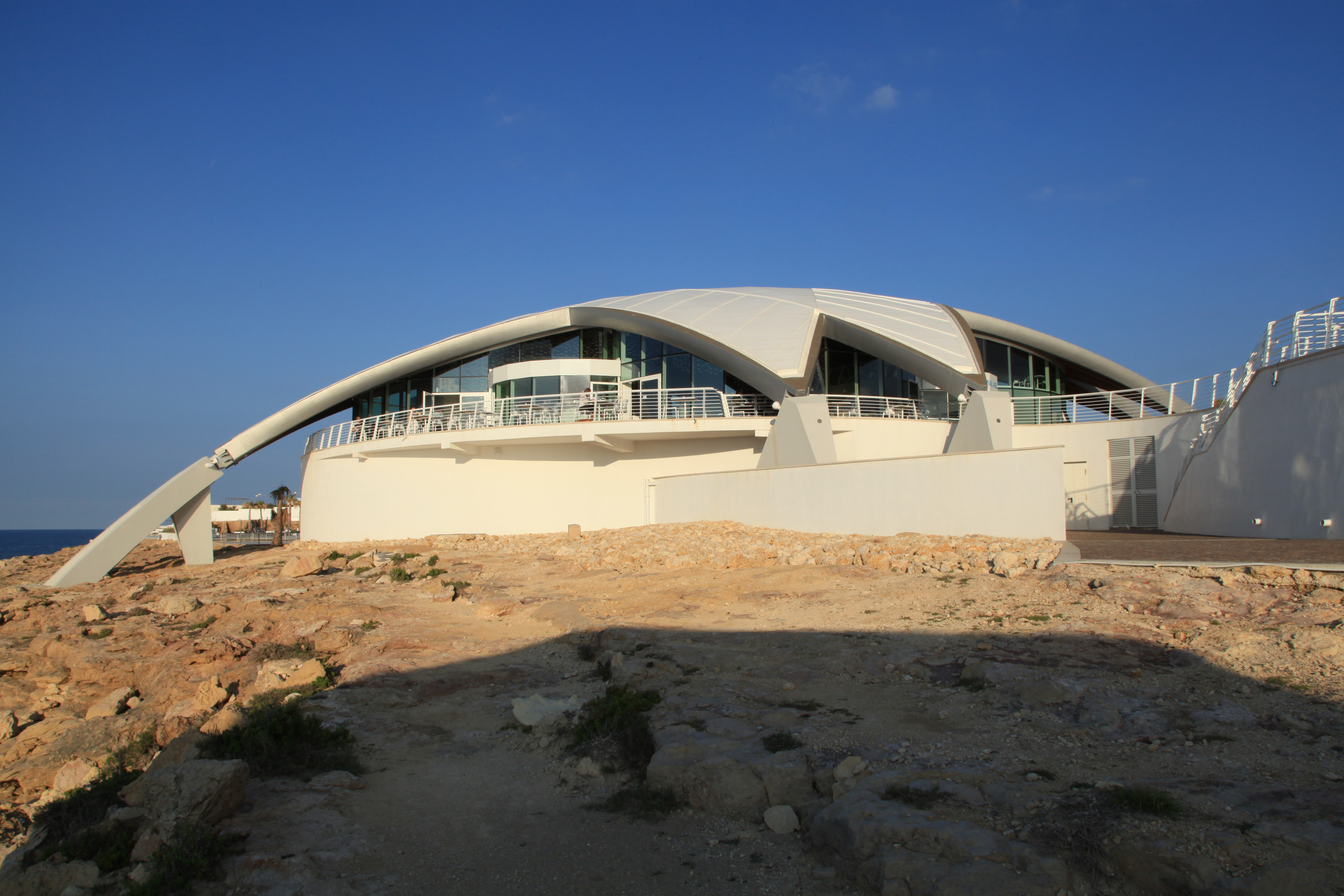
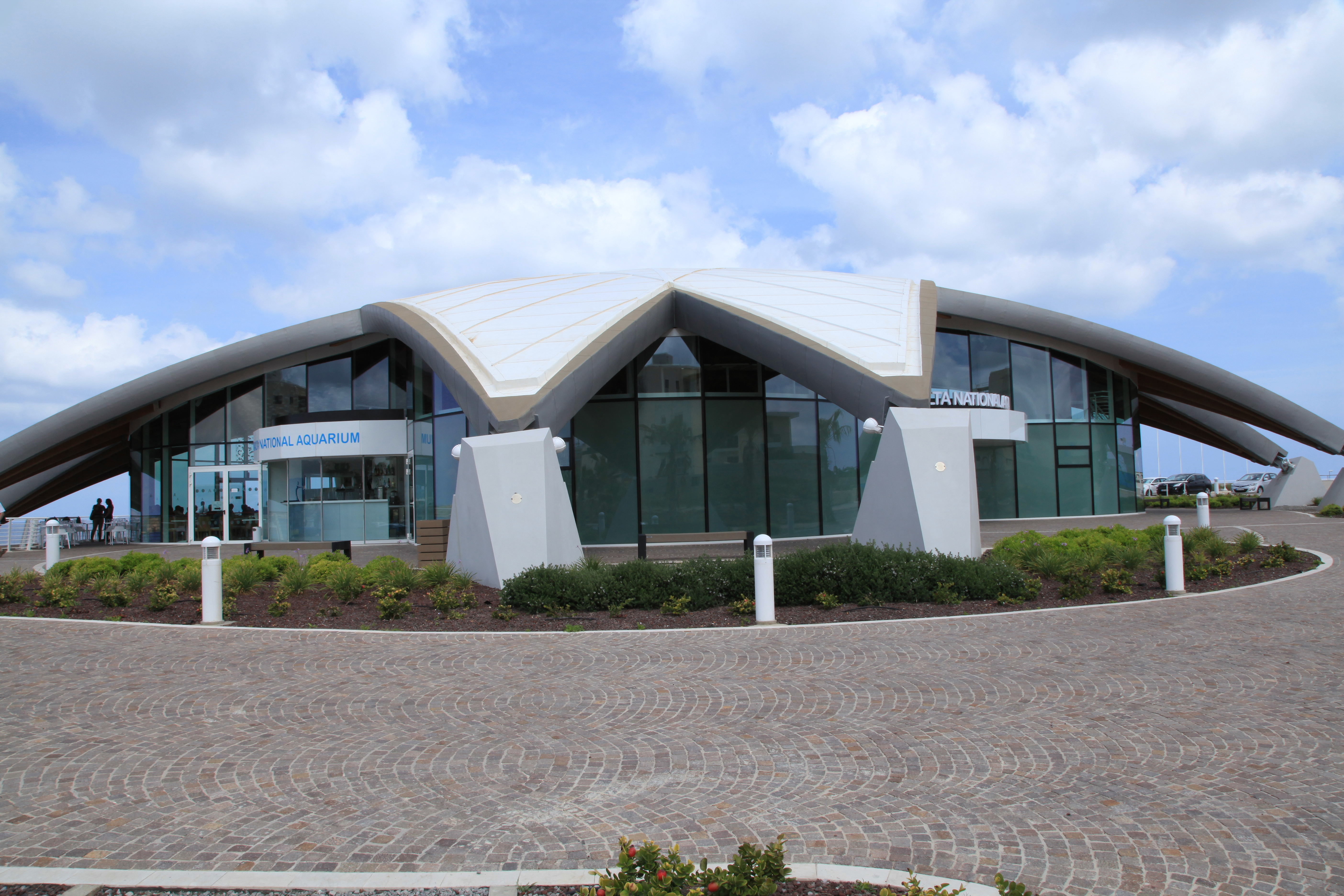
Hlavní vchod
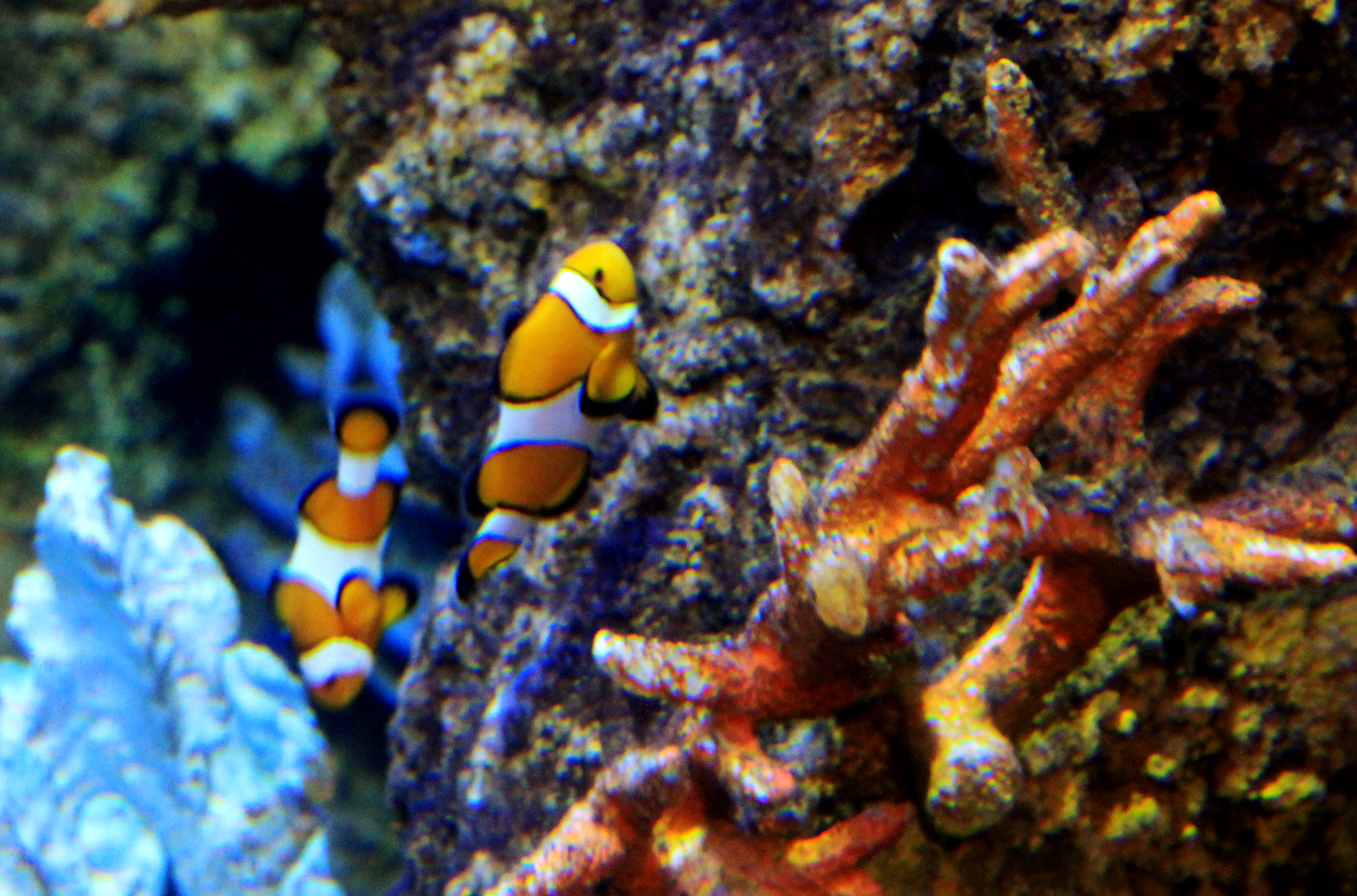
Interiér
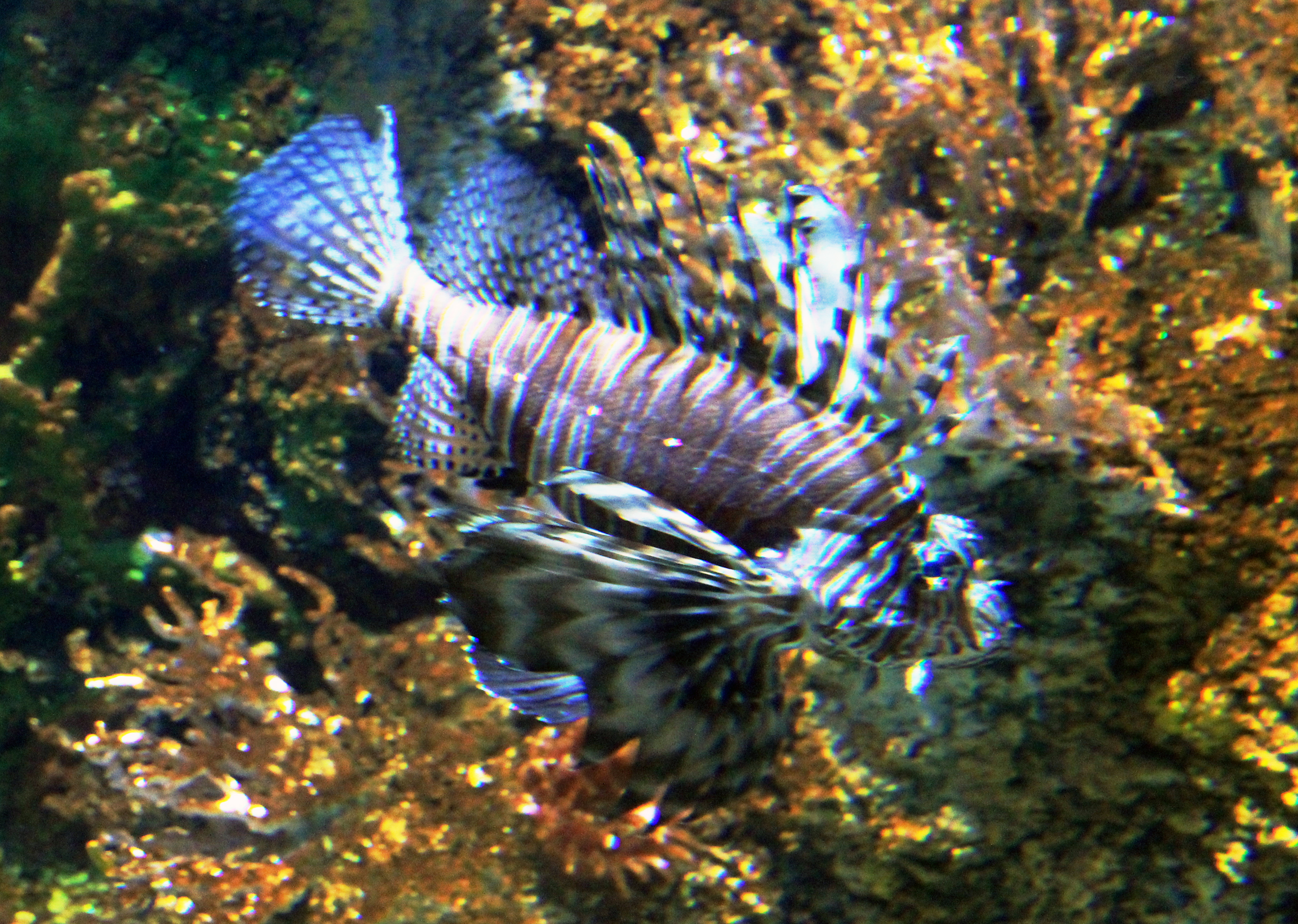
Interiér